# Hayingen
Hayingen est une ville de Bade-Wurtemberg (Allemagne) située dans l'arrondissement de Reutlingen (région Neckar-Alb, district de Tübingen).

## Géographie

### Quartiers
La ville comporte 5 Stadtteile : Anhausen, Ehestetten, Hayingen, Indelhausen et Münzdorf.